# Trehörningsjö distrikt
Trehörningsjö distrikt är ett distrikt i Örnsköldsviks kommun och Västernorrlands län. Distriktet ligger omkring Trehörningsjö i östra Ångermanland. 

## Tidigare administrativ tillhörighet
Distriktet inrättades 2016 och utgörs av Trehörningsjö socken i Örnsköldsviks kommun.
Området motsvarar den omfattning Trehörningsjö församling hade 1999/2000.

## Tätorter och småorter
I Trehörningsjö distrikt finns en småort men inga tätorter. 

### Småorter
- Trehörningsjö